# Tobias Müller (remero)
Tobias Müller (30 de mayo de 1972) es un deportista alemán que compitió en remo. Ganó una medalla de bronce en el Campeonato Mundial de Remo de 1996, en la prueba de dos sin timonel ligero.

## Palmarés internacional
| Campeonato Mundial | Campeonato Mundial       | Campeonato Mundial | Campeonato Mundial     |
| Año                | Lugar                    | Medalla            | Prueba                 |
| ------------------ | ------------------------ | ------------------ | ---------------------- |
| 1996               | Motherwell (Reino Unido) | Medalla de bronce  | Dos sin timonel ligero |